# Sarah Josepha Hale
Sarah Josepha Buell Hale (Newport, 24 d'octubre de 1788 – Filadèlfia, 30 d'abril de 1879) fou una escriptora estatunidenca en llengua anglesa i la primera dona estatunidenca a ser editora d'una important revista femenina. És l'autora de la cançó infantil "Mary had a Little Lamb". També va ser coneguda per iniciar la campanya a favor de la creació de la festa del Dia d'Acció de Gràcies dels EUA. 

## Primers anys
Sarah Josepha Buell va néixer a Newport, Nova Hampshire.  Els seus pares Gordon Buell i Martha Whittlesay creien en l'educació igual per ambdós gèneres, i davant la impossibilitat de rebre estudis superiors per ser una dona, va ser educada a casa per la seva mare i el seu germà gran  Horatio qui hi havia assistit a la Universitat de Dartmouth, va completar la seva formació autodidàcticament fins a esdevenir mestra de primària. El 1811 va conèixer l'advocat David Hale amb qui es va casar el 23 d'octubre de 1813 i va tenir cinc fills: David (1815), Horaci (1817), Frances (1819), Sarah (1820) i William (1822). David Hale va morir el 1822, i a partir d'aleshores va vestir de negre la resta de la seva vida com a signe de dol.

## Carrera

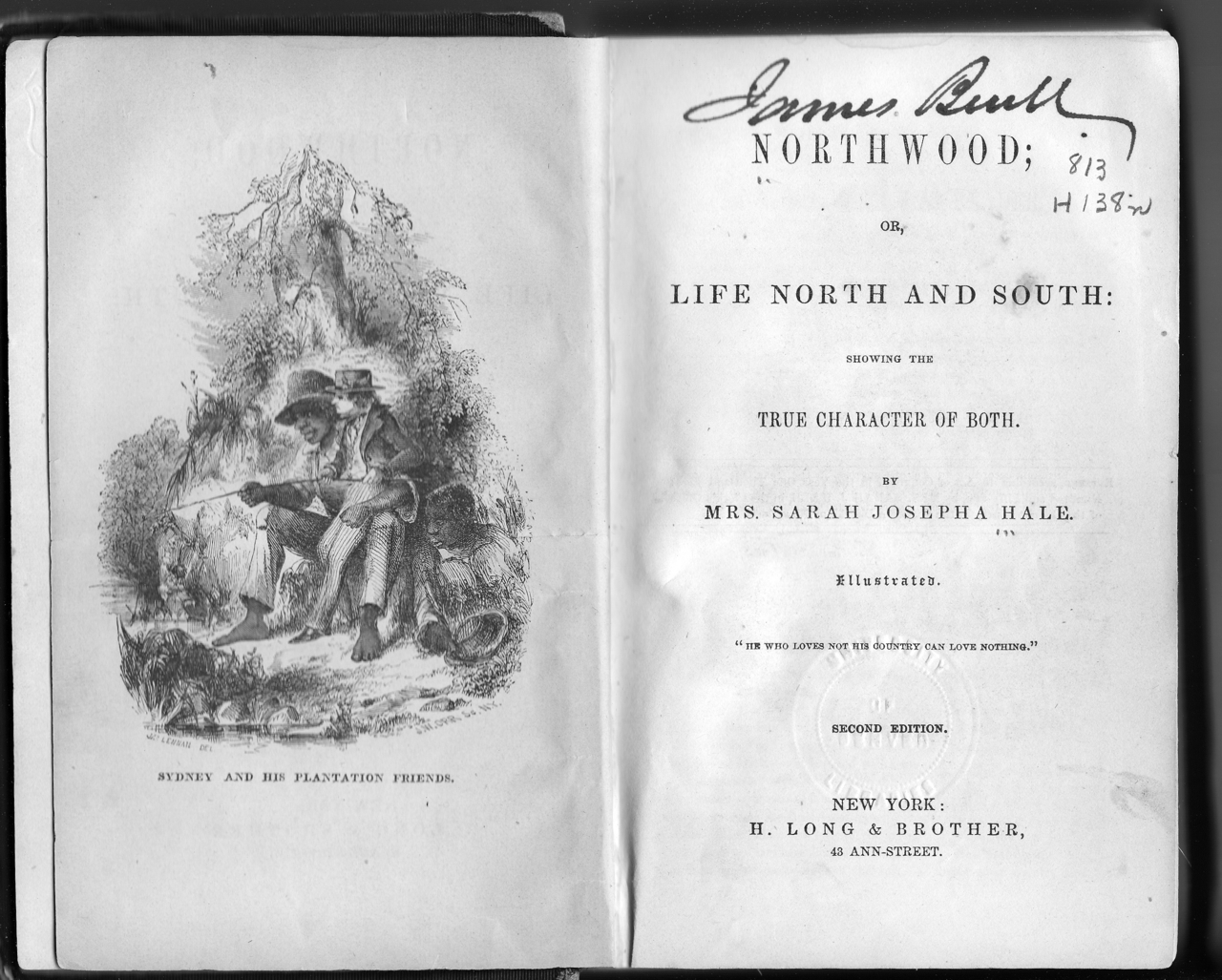
Primera pàgina de la novel·la Nortwoods publicada als EUA

El 1823 va publicar una col·lecció dels seus poemes amb el títol The Genius of Oblivion. Quatre anys més tard, el 1827, va publicar  la seva primera novel·la, als  EUA amb  el títol Northwood: Life North and South i a Anglaterra amb el títol A New England Tale. Va ser una de les primeres novel·les que tractaven el tema de l'esclavitud i a la vegada mostrava les virtuts de la Nova Anglaterra la qual havia de ser el model a seguir per a la prosperitat nacional. La novel·la va tenir un èxit immediat i va donar suport a reubicar els esclaus afroestadounidenses alliberats a Libèria.
Va esdevenir una escriptora afamada i es va traslladar a Boston per ocupar el càrrec d'editora de la revista Ladies'Magazine. on hi va treballar del 1828 fins al 1836. Mentre, el 1830 va publicar la col·lecció de Poems for Our Children la qual incloïa el poema "Mary Had a Little Lamb" que va esdevenir famós arran que el 1877 Thomas Edison el va utilitzar per fer la seva primera gravació en el seu fonògraf recentment inventat.

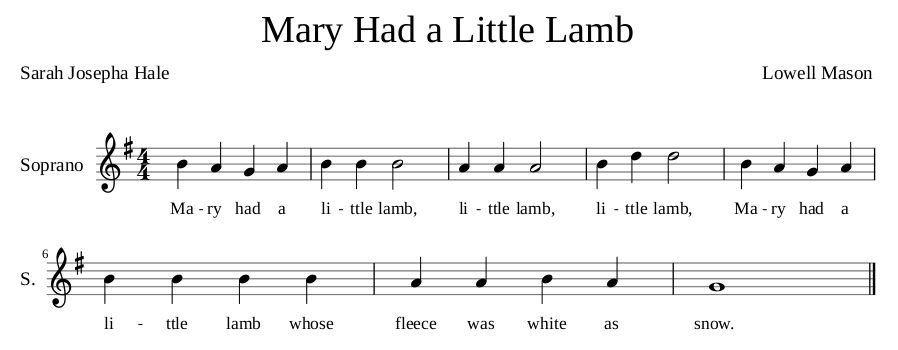
Partitura del poema musicat 'Mary Had a Little Lamb'

Paral·lelament, el 1833 va fundar la Seaman's Aid Society (Societat d'Ajuda als Mariners) que donava suport a les famílies de mariners de Boston que morien en el mar.
El 1837  va ser l'editora de la revista Godey's Lady's Book  fins al 1877 en les seves pàgines va donar veu a diverses escriptores en prosa i poesia com Lydia Sigourney, Caroline Lee Hentz, Elizabeth F. Ellet i Frances Sargent Osgood i també a autors importants de l'època com Nathaniel Hawthorne, Oliver Wendell Holmes, Washington Irving, James Kirke Paulding, William Gilmore Simms i Nathaniel Parker Willis. Durant aquest temps, la revista va esdevenir una de les més important i influents i no va tenir competidores significatives. La revista marcava tendències en la moda, però no només per la roba de les dones, sinó també en la decoració de la llar, l'arquitectura, per exemple s'hi van publicar plànols de cases que van ser copiats per constructors d'habitatges de tot el país. Durant aquest temps, va escriure moltes novel·les i poemes, publicant gairebé cinquanta volums fins al final de la seva vida. 

## Mort i anys finals
Hale es va retirar 1877 a l'edat de 89. Va morir el 30 d'abril de 1879 a Filadèlfia i està enterrada al Laurel Hill Cemetery.

## Creences

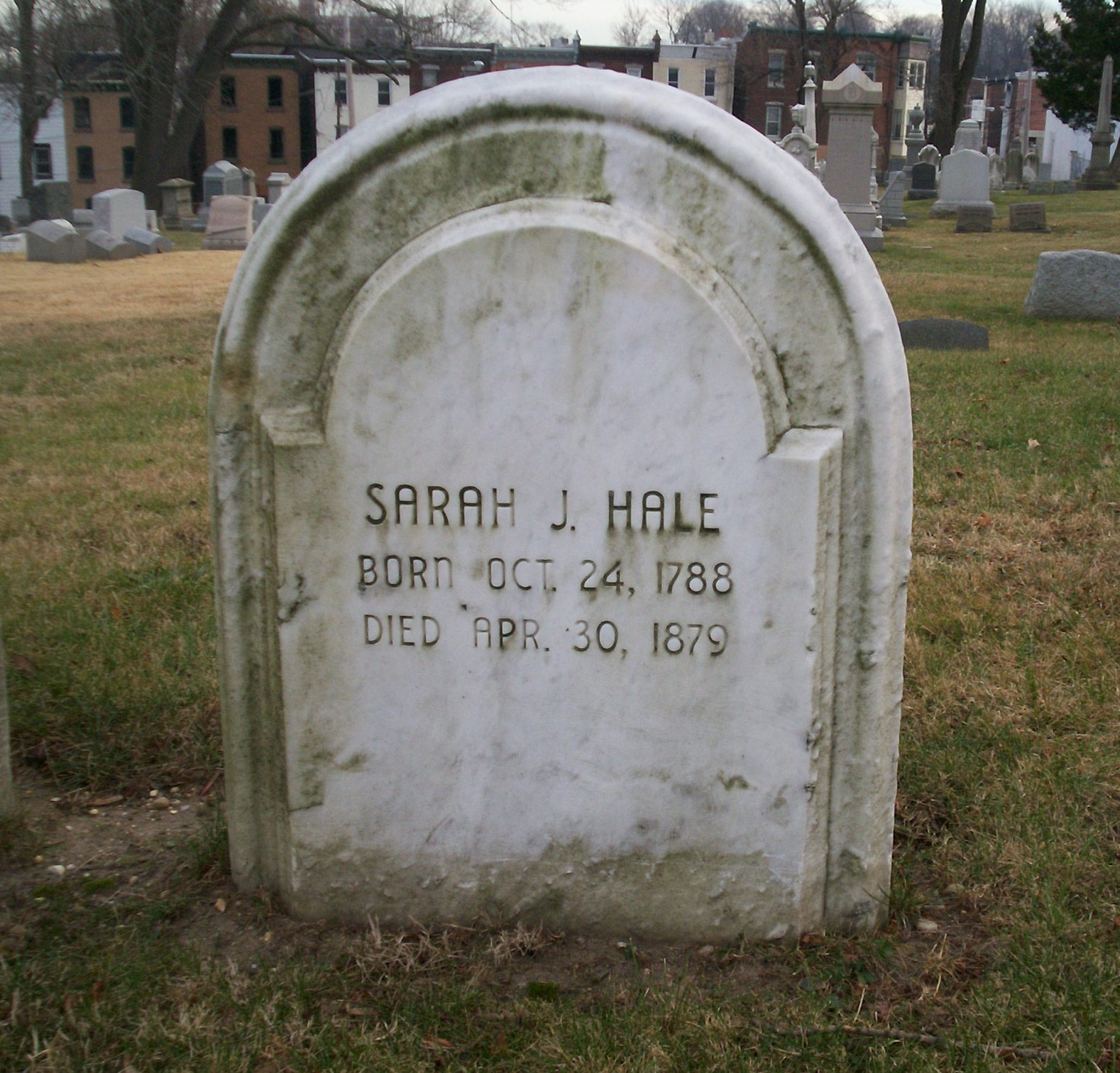
Làpida de Sarah Josepha Hale en Laurel Hill Cemetery

Hale, va ser una  editora que va tenir molt d'èxit i va ser molt popular, respectada com a consellera per a dones de classe mitjana en assumptes de moda, cuina, literatura, i moralitat.Va reforçar els estereotips de gènere, concretament pel que fa a les funcions domèstiques de les dones i no va donar suport el sufragi de les dones. Tanmateix, des de les pàgines de la revista  va publicar articles i editorials sobre l'educació de les dones, va defensar la necessitat que rebessin una educació superior, i va advocar per la fundació d'universitat només per a dones, motiu pel qual va ajudar a fundar la  Vassar Universitat. El 1860 la Baltimore Female College li va atorgar una medalla "per serveis prestats en la causa de l'educació femenina.  També va publicar les obres de Catharine Beecher, Emma Willard i altres que defensaven de l'educació de les dones.
Hale també va ser una gran defensora  de la nació estatunidenca i va utilitzar les pàgines de la seva revista per fer campanya per una cultura estatunidenca unificada.

## Llegat

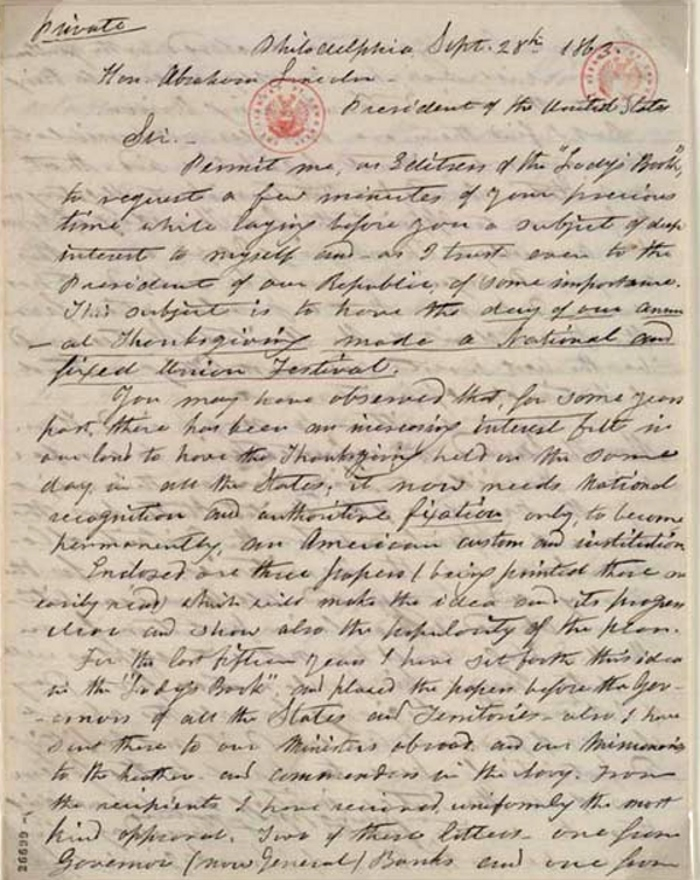
1863 carta de Hale a Lincoln sobre el Dia d'Acció de Gràcies

Hale va ser la major responsable que el Dia d'acció de Gràcies esdevingués la festa  nacional dels Estats Units, ja que anteriorment només se celebrava a Nova Anglaterra, i cada estat tenia la seva festa nacional pròpia, en gran manera inexistent en els estats dels sud, i les úniques festes nacionals que se celebraven en el conjunt dels Estats Units eren el naixement de George Washington i el Dia de la Independència. La seva proposta d'unificar la festa nacional va començar el 1846 i va durar 17 anys abans que ho aconseguís. Per trobar suport a aquesta proposta  va escriure cartes a cinc presidents dels Estats Units: Zachary Taylor, Millard Fillmore, Franklin Pierce, James Buchanan, i Abraham Lincoln. Les cartes inicials no van aconseguir persuadir a cap president, però la carta que va escriure a Lincoln el va convèncer per donar suport i finalment el 1863 s'establí la nova festa nacional que va ser considerada un dia d'unió després de la Guerra Civil estatunidenca.
En el calendari litúrgic de l'Església Episcopal dels EUA, el 30 d'abril és un dia festiu en honor seu en què es commemora el llegat Patrimonial de les Dones de Boston.

## Obres selectes
- The Genius of Oblivion; and Other Original Poems.  J. B. Moore, 1823.
- Northwood.  Bowles & Dearborn, 1827.
- Traits of American Life.  E.L. Carey & A. Hart, 1835.
- Sketches of American character.  H. Perkins, 1838.
- The Good Housekeeper.  Weeks, Jordan, 1839.
- Northwood, or Life North and South.  H. Long & Brother, 1852.
- Liberia; or, Mr. Peyton's Experiments (1853)
- Flora's Interpreter; or, The American Book of Flowers and Sentiments.  B. Mussey, 1853.
- The new household receipt-book.  T Nelson & Son, 1854.
- Woman's Record: or Sketches of All Distinguished Women, from Creation to A.D. 1854.  Harper & Bros., 1855.
- Sarah Josepha Buell Hale. Aunt Mary's new stories for young people.  J. Munroe & Company, 1849.
- Manners; or, Happy Homes and Good Society.  J. E. Tilton and Company, 1868.